# ELEPHONE
ELEPHONE（エレフォン）こと大象通訊は、中華人民共和国の広東省深圳市 を拠点とするスマートフォンメーカー。
2006年に会社設立。自社ブランドの「ELEPHONE」以外にも、世界（日本含む）の企業・事業者向け商品企画・開発のOEM/ODMを行なっている。